# Зарубина, Елизавета Юльевна
Елизавета Юльевна Зарубина (также известна как Елизавета Юльевна Горская, урождённая Эстер Иоэльевна Розенцвейг; 31 декабря 1900, Ржавенцы, Хотинский уезд, Бессарабская губерния — 14 мая 1987, Москва) — советская разведчица, подполковник госбезопасности (1943).
Кодовые имена «Эрна» и «Вардо», в Германии работала под фамилией Гутшнекер, во Франции и Дании — Кочек, в США — Зубилина, партийный псевдоним в Австрии — «Анна Дейч».

## Биография

### Начало
Эстер Йойлевна (Иоэльевна) Розенцвейг родилась в 1900 году в северном бессарабском селе Ржавенцы (ныне — в Черновицкой области Украины), где её отец Иойл Хаскелевич Розенцвейг (1872, Хотин — ?) работал управляющим лесхоза в имении помещика Гаевского. Мать, Ита Гершковна Розенцвейг (урождённая Якер; 1873, Хотин — ?), была домохозяйкой. Вскоре семья вернулась в уездный городок Хотин, где она поступила в гимназию и где родился её младший брат Мордхе — впоследствии крупный советский лингвист Виктор Юльевич Розенцвейг. После присоединения Бессарабии к Румынии вновь переехала, на этот раз в Черновицы, где окончила румынскую гимназию и в 1920 году поступила на историко-филологический факультет Черновицкого университета. Впоследствии продолжила обучение в Пражском (с 1921) и Венском (1922—1924) университетах, в 1924 году окончив филологический факультет в последнем (в университетских документах имя ещё записано как Эстер Розенцвайг). Помимо идиша и русского языка, владела румынским, немецким, французским, английским и испанским языками.
В 1919 году Елизавета Розенцвейг вступила в подпольную комсомольскую организацию Бессарабии, а в 1923 году — в ряды коммунистической партии Австрии (партийный псевдоним — «Анна Дейч»). В Вене (1923) вышла замуж за агента ИНО Юлиуса Гутшенкера (кодовое имя Василий Львович Спиру, 1898—1969) — этот брак распался в 1925 году. В 1924—1925 годах работала переводчицей полпредства и торгпредства СССР в Вене, получила советское гражданство. Тогда же была привлечена к работе в иностранном отделе ОГПУ при СНК СССР и в 1925—1928 годах работала в Венской резидентуре в качестве переводчицы и связистки (кодовое имя — «Эрна»), затем была направлена во Францию.

### В разведке
С февраля 1928 года проходила подготовку в Москве, где получила документы на имя Елизаветы Юльевны Горской и вышла замуж за разведчика Василия Михайловича Зарубина (впоследствии генерал-майор). В июле 1929 года стала уполномоченным закордонной части ИНО ОГПУ. В октябре сдала в ГПУ своего хорошего знакомого и коллегу Якова Блюмкина, признавшегося в визите к Троцкому. В том же году Зарубины под видом супружеской пары чехословацких коммерсантов Кочеков были направлены на легализацию в Данию, оттуда в Париж; в том же году в Стамбуле Горская вела наблюдение за Яковом Блюмкиным, направленным туда для формирования ближневосточной резидентуры. О его контактах с высланным из СССР и жившим в Бююкаде Л. Д. Троцким Горская сообщила в НКВД.
До 1933 года Зарубины действовали в Дании и Франции (кодовое имя — «Вардо»), затем с декабря 1933 года по 1936 год — в нацистской Германии. Здесь ими был завербован сотрудник гестапо Вилли Леман («Брайтенбах») и подготовлена разветвлённая сеть агентуры, отдельные агенты которой продолжали работать даже после войны (например, «Винтерфельд»). В 1937 году выезжала в США, в 1938 году — в Таллин, Париж и Лондон. 1 марта 1939 года Елизавета Зарубина была уволена из разведки, но уже 19 апреля 1940 года восстановлена в должности оперуполномоченного 5-го отдела НКВД СССР и в апреле 1941 года направлена в Берлин, откуда 29 июня через Турцию была возвращена в СССР.
С декабря 1941 года супруги под новой фамилией Зубилины работали в США, где Василий Зарубин был первым секретарём посольства СССР и по совместительству являлся главным резидентом НКВД в стране. Елизавета Юльевна отвечала за линию политической разведки, занималась нелегальной работой, связанной со сбором информации о разработках атомного оружия (см. Создание советской атомной бомбы), установив контакт с Робертом Оппенгеймером через его жену ещё до того, как он возглавил проект «Манхэттэн», а также с одним из сотрудников Лео Силарда. Всего на связи с Зарубиной было 22 агента, среди которых разведчик Яков Голос. Ей удалось завербовать жену физика Георгия Гамова, а также жену скульптора С. Т. Коненкова Маргариту Воронцову.
За участие в сборе информации о разработке атомного оружия 22 октября 1944 года награждена орденом Красной Звезды.
В 1944—1946 годах в звании подполковника работала в центральном аппарате внешней разведки в Москве — сначала зам. начальника и в 1945 году начальником 3-го отделения 8-го отдела внешней разведки НКГБ. С 1946 года — начальник 1-го отделения 8 отдела ПГУ МГБ (информационная служба по американскому направлению). С 14 сентября 1946 года в запасе.
С мая по август 1953 года Елизавета Зарубина вновь работала в 9-м отделе МВД (разведка и диверсия) под руководством Павла Судоплатова. После ареста Л.П. Берии, а потом и П.Судоплатова её окончательно уволили из органов. Впервые её имя как сотрудницы органов упомянули публично только в 1967 году, когда отмечалось 50-летие ВЧК.
Погибла в результате дорожно-транспортного происшествия (сбита автобусом) 14 мая 1987 года.
Похоронена на Калитниковском кладбище.

## Семья
- Муж — Василий Михайлович Зарубин (1894, Панино — 1972, Москва), советский разведчик, генерал-майор (9 июля 1945 года). Руководитель советской резидентуры в США.
  - Сын — Пётр Васильевич Зарубин (1932, Париж — 2017, Москва), учёный в области лазерной техники, доктор технических наук, профессор, лауреат Государственной премии СССР.

## В художественной литературе
О работе супругов Зарубиных во Франции и Германии Варткесом Тевекеляном был написан роман «Рекламное бюро господина Кочека» (1966).

## Киновоплощения
В сериале «Начальник разведки» (2022) в роли Зарубиной ― Екатерина Волкова.